# アルベゾン閃石

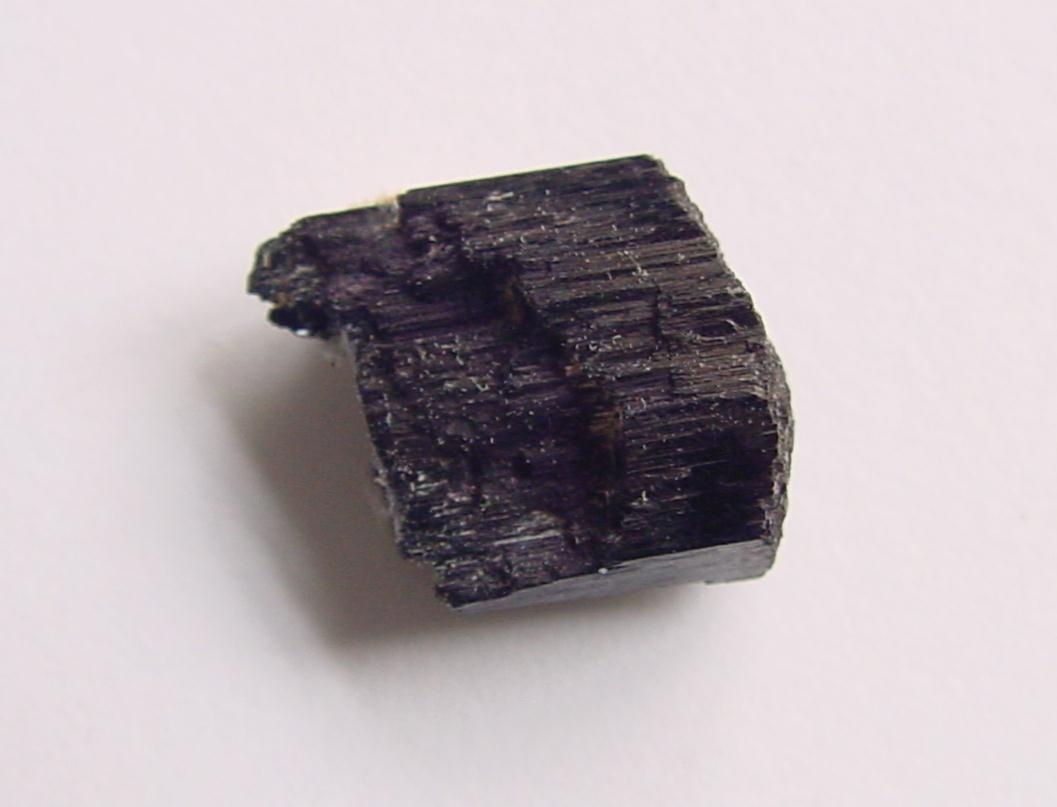
アメリカ合衆国ニューハンプシャー州産

アルベゾン閃石（アルベゾンせんせき、arfvedsonite、アルベゾナイト）は、鉱物（ケイ酸塩鉱物）の一種。化学組成は NaNa2(Fe2+4Fe3+)Si8O22(OH)2、結晶系は単斜晶系。角閃石グループの鉱物。

## 産出地
主な主産地はグリーンランド、フィンランド、ノルウェー、コラ半島、カナダ、アメリカ合衆国。中国やモンゴルなどにも出る。

## 性質・特徴
モース硬度は6。

## 用途・加工
光の干渉による金色やブルーのハネが美しいものを、適当な大きさに割り研磨剤とともにバレルに入れて回転撹拌させて丸く磨き上げ（タンブル加工）、丸玉などのジェムストーンやパワーストーンにされている。評価対象外の閃石は、タンブル加工により他の宝石を丸く磨くための研磨石として使われることがある。
なお鉱石の中で針状の短く光るのは同じでもヌーマイトは、磨くと黒地にパラパラと散らばる玉虫色の細い破片が浮き上がるのが特徴であり、アルベゾン閃石とは組成の違う全く別の鉱物である。また、「藍針ルチル虎目石」「虎目石タイチンルチル」などのフォールス・ネームも付けられて出回っている。
星葉石（アストロフィライト、(K,Na)3(Fe,Mn)7Ti2Si8O24(O,OH)7）がアルベゾン閃石と共生していることがあり、その外観なども似ていることから、星葉石として虚偽表示されることがある。

## サイド・ストーリー
1823年に発見され、鉱物名はスウェーデンの化学者ヨアン・オーガスト・アルフェドソンに由来する。